# Port lotniczy Kang Da Ri
Port lotniczy Kang Da Ri (kor. 강다리기지) – port lotniczy położony w mieście Wŏnsan, w prowincji Kangwŏn, w Korei Północnej. Użytkowany w celach wojskowych.

## Drogi startowe i operacje lotnicze
Operacje lotnicze wykonywane są z betonowej drogi startowej:
- RWY 04/22, 475 × 14 m